# Rudolf Bax
Rudolf Bax (* 17. August 1906 in Ehrentrup; † 13. Mai 1986 in Cottbus) war ein deutscher Maler.
Bax absolvierte eine Lehre als Dekorationsmaler und arbeitete dann als Malergehilfe. Von 1927 bis 1929 besuchte er die Kunstgewerbeschule der Stadt Leipzig und anschließend bis 1932 die Staatliche Akademie für Kunstgewerbe Dresden. Von 1935 bis 1939 studierte er bei Wilhelm Rudolph an der Kunstakademie Dresden., ab 1937 als Meisterschüler. Bax wohnte in Niederhermsdorf. 1940 wurde er zur Wehrmacht eingezogen und musste sein Studium abbrechen. Er nahm bis 1945 am Zweiten Weltkrieg teil und war 1943 in Dresden in der Ausstellung „Soldat + Künstler“ vertreten. Bis 1946 war er in Italien u. a. in Pisa und Florenz in Kriegsgefangenschaft. Er kam zurück nach Niederhermsdorf und arbeitete 1946/1947 als Restaurator für Dresdner Museen. Ab 1948 lebt er in Hirschfelde und Zittau, ab 1964 bis zu seinem Ableben in Finsterwalde. 1948 konnte er sein Studium abschließen, dass er wegen der Einziehung zur Wehrmacht abbrechen musste.
In der Zeit des Nationalsozialismus war Bax obligatorisch Mitglied der Reichskammer der bildenden Künste und in der DDR des Verbands Bildender Künstler der DDR. 1976 erhielt er die Verdienstmedaille der DDR.

## Werke (Auswahl)
- Pommersche Winterlandschaft (Aquarell; 1946 ausgestellt auf der Kunstausstellung Sächsische Künstler)
- Junger Bauarbeiter (aquarellierte Druckgrafik?)[3]
- Frühlingstrubel in Hirschfelde (Tafelbild, Öl, 1952)[4][5]
- Brücke der Freundschaft (Tafelbild, Öl, 1952/1953)[6][5]
- Dahlien (Aquarell; um 1953)[7][5]
- Bundaufzieher Günter Christoph (Tafelbild, Öl; im Bestand des Sächsischen Kunstfonds)[8]

## Ausstellungen (unvollständig)

### Einzelausstellungen
- 1976 Senftenberg, Kreismuseum Schloss Senftenberg (Malerei und Grafik)
- 1982: Elsterwerda, Kleine Galerie (Aquarelle und Ölbilder)

- postum 1987, Cottbus, Staatliche Kunstsammlungen

- postum 2006 Finsterwalde, Kreismuseum

### Ausstellungsbeteiligungen
- 1946: Dresden, Staatliche Kunstakademie, Kunstausstellung Sächsische Künstler[9]

- 1949: Dresden, 2. Deutsche Kunstausstellung
- 1950 bis 1984: Dresden und Cottbus, mehrere Bezirkskunstausstellungen